# Ricardo Senn
Pour les articles homonymes, voir Senn.
Ricardo Santo Senn, né le 3 avril 1931 à Morteros, département de San Justo, et mort le 26 juillet 2012 dans la capitale Buenos Aires, est un coureur cycliste argentin. Senn remporte, notamment, trois médailles d'or lors des Jeux panaméricains. Il représente son pays lors des Jeux olympiques de Rome.

## Repères biographiques
Ricardo Senn naît à Morteros, dans le département de San Justo (au Nord-ouest de la province de Córdoba). À l'âge de dix-neuf ans, il s'installe à Rafaela, dans la province limitrophe de Santa Fe. À cette époque, ce qui l'intéresse c'est courir peu importe si ce sont des compétitions sur route (en terre la plupart du temps) ou sur piste.
Au retour de son service militaire, Duilio Biganzoli, un coureur cinq ans plus jeune que lui, gagne chaque course où il participe. Sa réussite à Buenos Aires le convainc de lui aussi tenter sa chance. Senn se décide à écrire à Dante Panzeri (en), journaliste sportif reconnu à Buenos Aires, originaire du même département de San Justo, pour lui annoncer qu'il se sentait également prêt à disputer des courses dans la capitale. Panzeri lui répond que nombreux sont comme lui et qu'il va devoir s'entraîner. Un mois plus tard, Senn se présente à une sélection provinciale à Capitán Bermúdez (es). Il dispute les trois compétitions du jour. Il termine deuxième du kilomètre derrière Marcelo Simón, qui sera champion national la même année. Il finit deuxième de la poursuite derrière Duilio. Et enfin, il achève le tournoi de vitesse en finale, seulement battu deux manches à une par Clodomiro Cortoni. Ses résultats lui permettent d'intégrer la sélection de Santa Fe pour les championnats d'Argentine, où avec Biganzoli, Cortoni et Simón, ils obtiennent plusieurs médailles. Après les Nationaux, il reste à Buenos Aires et réussit à convaincre les différentes instances pour intégrer l'équipe nationale pour les Jeux panaméricains de 1955.
Ricardo Senn part au Mexique avec la délégation argentine suffisamment tôt pour s'adapter à l'altitude. Conscient en leur possibilité de sacre, l'équipe de poursuite argentine doit cependant se passer, à une journée du début de la compétition, de Pedro Salas (en), qui se fissure le fémur sur une chute. Il est remplacé au pied levé par Clodomiro Cortoni, non spécialiste, mais avec suffisamment d'expérience pour que le quartet fonctionne. Duilio Biganzoli, Alberto Ferreyra et Ricardo Senn s'attachant à assurer le tempo, le quatuor s'impose en s'approchant à 1 s 6 du record du monde. Cinquante ans plus tard, Ricardo Senn considère toujours que cette victoire est un de ses plus beaux succès sportifs, surtout après la réception offerte par la municipalité de Rafaela, traversant les rues de la ville dans une décapotable Lincoln sous les vivats des habitants. « Je n’oublierai jamais ce jour » confie-t-il.
La sélection reçut comme prix une voiture de la part du président de l'époque Juan Perón. Ce qui fut reproché à Ricardo Senn (et à quelque cent-quarante autres athlètes), le coup d'État militaire de la Révolution libératrice le privant des Jeux olympiques de 1956, considérant comme fait de professionnalisme d'avoir accepté des subsides du précédent gouvernement.
En 1959, il remporte son premier titre de champion d'Argentine, en s'imposant à Mar del Plata dans l'épreuve du kilomètre. Membre de la sélection nationale depuis les précédents Jeux panaméricains, il quitte l'Argentine pour disputer ceux de Chicago. Satisfait de sa préparation, il y part confiant en ses chances de remporter une médaille. Là-bas, non seulement, Senn s'impose dans la compétition sur route individuelle mais aussi par équipes. À Buenos Aires, un hommage est rendu à l'équipe vainqueure, le 6 septembre 2009, jour du cinquantième anniversaire de leur titre. De plus, il ajoute deux médailles de bronze dans les épreuves sur piste. À partir de cette date, il se spécialise dans les épreuves sur route et s'impose dans trois championnats d'Argentine.
En 1960, il dispute ses seuls Jeux qui lui laissent une pointe d'amertume (pour lui, seule lui manque une médaille olympique dans son palmarès). En lice dans l'épreuve des 100 km par équipes, lui et ses coéquipiers sont sur le podium jusqu'au 70e km où un des quatre coureurs doit laisser filer ses compagnons. Puis cela se complique encore lorsqu'un deuxième homme faiblit. Dans l'obligation de finir à trois, comme le stipule le règlement, ils doivent baisser l'allure pour pouvoir finir l'épreuve. Ainsi dans les derniers kilomètres, de nombreuses sélections les doublent,. Ils terminent douzième. Ricardo reste convaincu que sans ces inconvénients, ils seraient monter sur le podium olympique ce jour-là.
En 1965, il se retire de la compétition cycliste au soir de son troisième titre de champion d'Argentine sur route, comme il l'avait promis à sa femme María del Carmen Colla (tante de Darío Colla). À son palmarès, outre ses nombreux titres nationaux, figurent des courses d'un jour comme la Doble Nueve de Julio, la Doble Bragado et la Mendoza-San Juan. Associé à Jorge Bátiz, il s'impose également deux années d'affilée dans les Six Jours du Luna Park, disposant de médaillés olympiques comme Mino De Rossi ou Leo Sterckx et de champion du monde tel que Guillermo Timoner.
Il décède le 26 juillet 2012 à Buenos Aires.

## Palmarès sur route
- 1958
  - Doble Bragado
- 1961
  -  Champion d'Argentine sur route
- 1963
  - Mendoza-San Juan
- 1964
  -  Champion d'Argentine sur route
  - 3e de la Doble Bragado
- 1965
  -  Champion d'Argentine sur route

## Résultats sur les championnats

### Jeux olympiques
- Rome 1960
  - 44e de la course en ligne[6].
  - 12e du 100 km contre-la-montre par équipes (avec Gabriel Niell (en), Federico Cortés (en) et Pedro Simionato (en))[5],[7].

### Jeux panaméricains
- Mexico 1955
  -  médaillé d'or de la poursuite par équipes (avec Alberto Ferreyra, Duilio Biganzoli et Clodomiro Cortoni).

- Chicago 1959
  -  médaillé d'or de la course en ligne individuelle.
  -  médaillé d'or de la course en ligne par équipes (avec Héctor Acosta et Carlos Vásquez).
  -  médaillé de bronze du kilomètre.
  -  médaillé de bronze de la poursuite par équipes (avec Antonio Alexandre, Héctor Acosta et Federico Cortés).